# Еміліо Бульгареллі
Еміліо Бульгареллі (італ. Emilio Bulgarelli, 15 лютого 1917 — 2 лютого 1993) — італійський плавець і ватерполіст.
Олімпійський чемпіон 1948 року.